# Maxime Ginolin
Cet article possède un paronyme, voir Ginollin.
 (octobre 2023).
Maxime Ginolin est un réalisateur, acteur, scénariste, compositeur et chanteur né à Aix-les-Bains le 28 septembre 1988 d’un père français et d’une mère italienne. Son compte magicjackproduction est suivie par plus de 87 000 personnes sur Youtube, 144 000 personnes sur TikTok et 73 000 sur Facebook en juin 2024. Il y met en scène le personnage de MagiC JacK, un extraterrestre polymorphe, caricature des plus beaux et des plus horribles aspects de l'espèce humaine.

## Biographie
Maxime Ginolin est né à Aix-les-Bains, dans le département français de la Savoie, le 28 septembre 1988, d'un père français et d'une mère italienne. Il explique dans une interview et sur son site qu'il a vécu en Afrique jusqu'à ses 19 ans, ce qui aurait fortement influencé ses œuvres et ses engagements.

### Carrière cinématographique
Durant ses études dans le cinéma, il crée le personnage de MagiCJacK que l'on voit apparaître pour la première fois en 2011, dans la vidéo "Dream Destruction". Celui-ci est décrit par son créateur comme un extraterrestre polymorphe, composé de 2 molécules fictives, l'Hawkinium (du nom du scientifique Stephen Hawking) et le Darwinium (du nom du scientifique Charles Darwin). Il est inspiré des personnages de Beetlejuice, Ace Ventura, The Mask ou encore The Crow. Maxime Ginolin se sert de ce personnage pour caricaturer les bons et mauvais côtés de l'espèce humaine au-travers de plusieurs courts métrages, et publicités parodiques.
Pour ce faire, Maxime Ginolin donne à sa créature les métiers de coach sportif, styliste, Monsieur Loyal ou encore inspecteur de police.
Son film étudiant Le jugement, un court métrage de 30 minutes, est sorti en 2015 et a été diffusé à Los Angeles au World Vegan Summit et à l'Animal Rights Conference. Il y interprète également MagiCJacK en tant que juge d'un tribunal faisant le procès à l'incarnation humaine du lobby de la viande.
Son court métrage Grosse, produit par FEDMIND (une société française d'accompagnement psychologique pour les personnes en situation de surpoids ou d'obésité), évoque de nouveau frontalement un sujet de discrimination sociale : la grossophobie. Pour écrire le film, il intègre le groupe de parole “Obèses anonymes” dans lequel il recueille les témoignages qui lui serviront à écrire le personnage principal du film.  “GROSSE” connait un immense succès à sortie. Il est mis en ligne le 21 décembre 2018 et totalise 7,5 millions de vues sur Youtube, entre 2019 et 2022.
En 2020, il co-développe une série fiction centrée sur des monstres marins Where sea monsters roam avec l’auteur best-seller Steve Alten, à l'origine de la saga The meg, portée au cinéma avec Jason Statham.
En 2022, il réalise et écrit une émission culinaire trash Mr Bidoche qui propose des recettes faciles et 100% végétales.
La même année, il réalise et écrit Inspecteur MagiCJacK, la 1re série d'enquêtes criminelles consacrés aux animaux. Les quatre premiers épisodes s'intéressent au massacre annuel de chiens Galgos en Espagne, au trafic d'espèces international ou encore à l’ONG Animal Recovery Mission (ARM) spécialisée dans la lutte contre les abattoirs clandestins et les sacrifices d'animaux. Le dernier épisode sorti en 2024, Zoodystopia, traite quant à lui de l'exploitation sexuelle des animaux au niveau mondial.
En 2023, il réalise et écrit la série comédie horrifique Bizarroïde consacrée aux pratiques les plus bizarres de l'être humain et Prelude, le 1er épisode de la série thriller horrifique toujours en développement MagiCJacK Origins.
La même année, il est missionné par l’ONG Conservation Justice pour réaliser un documentaire sur leurs activités de lutte contre le trafic d'espèces en Afrique appelé du même nom Conservation Justice.
En 2024, il interprète le rôle principal du film d'horreur français Spirite réalisé par Fabien Delage et produit par Spectrographie.

### Carrière de comédien de doublage
En 2012, il compose les musiques et prête sa voix à tous les personnages du jeu vidéo Wooden sen’sey sorti sur Nintendo Wii U. Wooden sen'sey termine finaliste de l’Indiecade 2012.
En 2014, il prête sa voix pour narrer le documentaire Earthlings, réalisé par Shaun Monson en 2005 et dont la voix originale est Joaquin Phoenix.

### Carrière musicale
En plus de composer les musiques de certains de ses films et séries, Maxime Ginolin compose et interprète des musiques, d'abord en tant que MagiCJacK, puis sous le nom de Max Rage. Son premier album, Evolution or Extinction, est sorti en 2018 et a été produit par MagiCJacK Production. L'artiste décrit lui-même sa musique comme « un mélange de Grunge, de Rock énervé, de musiques de film et de percussions tribales. »
Le 27 mars 2024, avec son ami compositeur Guillaume Martinez, il sort le single "Noisy 2000" au sein d'un nouveau duo musical du nom de KEVA. Le groupe est un mélange d'électro, d’indus et de rock alternatif.

## Filmographie

### Scénariste et réalisateur

#### Moyens métrages
- 2015 : Le jugement
- 2019 : Grosse

#### Courts métrages
- 2023 : Casse-Noisette (co-réalisé avec Guillaume Martinez)  : Casse-Noisette

#### Séries
- 2017 : La Minute Sapiens (co-réalisé avec Thomas C Durand) : Le présentateur
- 2022 : Inspecteur MagiCJacK : Inspecteur MagiCJacK
- 2022 : Bizzarroide : MagiCJacK
- 2022 : Mr Bidoche : Mr Bidoche
- 2023 : MagiCJacK Origins : MagiCJacK et lui-même

### Acteur

#### Longs métrages
- 2025 : Spirite de Fabien Delage : Edouard de Bellecour

#### Courts métrages
- 2017 : Mémé fait le tri de Godefroy Rickeweart : Anita
- 2017 : Hariburne de Godefroy Rickeweart : Père
- 2018 : Mr Twerky de Godefroy Rickeweart : Mr Twerky
- 2018 : Cruello de Godefroy Ryckewaert : Cruello
- 2018 : Monsieur Loyal de Godefroy Ryckewaert : Monsieur Loyal
- 2022 : PHONE ADDICT de Agui et David Ployer : Le serial killer
- 2023 : Qatarstrophe de Guillaume Martinez : Le présentateur

### Doublage
- 2012 : WOODEN SEN’SEY de UPPER BYTE (Jeu vidéo) : voix des personnages
- 2005 : Earthlings (Titre français : Terriens, doublé en 2014)  : voix off

## Discographie

### Album
- 2012 : Bande originale de WOODEN SEN'SEY
- 2012 : Dawn of a new age (premier EP en tant que MagiCJacK)
- 2013 : Bande originale de "Le jugement" (en tant que MagiCJacK)
- 2018 : Evolution or Extinction (en tant que Max Rage) (MagiCJacK Production)